# Ґожухово (Великопольське воєводство)
Ґожухово (пол. Gorzuchowo) — село в Польщі, у гміні Клецько Гнезненського повіту Великопольського воєводства.
Населення — 269 осіб (2011).
У 1975-1998 роках село належало до Познанського воєводства.

## Демографія
Демографічна структура станом на 31 березня 2011 року:
|          | Загалом | Допрацездатний вік | Працездатний вік | Постпрацездатний вік |
| -------- | ------- | ------------------ | ---------------- | -------------------- |
| Чоловіки | 138     | 28                 | 101              | 9                    |
| Жінки    | 131     | 27                 | 79               | 25                   |
| Разом    | 269     | 55                 | 180              | 34                   |